# Glencullen
Glencullen is een plaats in het Ierse graafschap Dun Laoghaire-Rathdown. De plaats telt 204 inwoners.